# Jean-Claude Defrance
Jean-Claude Defrance (7 novembre 1742, Wassy - 6 janvier 1807, Nantes), est un homme politique français.

## Biographie
Médecin de l'École militaire de Rebais, il est élu député par le département de Seine-et-Marne.
Au procès de Louis XVI, il vote pour la réclusion et le bannissement.
Il entre au Conseil des Cinq-Cents et prend part aux décisions sur l'organisation des postes et messageries. Cet intérêt lui vaut d'être nommé substitut du commissaire du Directoire près de cette administration en germinal an VI.
Membre du Corps Législatif, représentant de la Seine-et-Marne, il cesse de siéger dans cette Assemblée à la suite du tirage au sort effectué en 1801. Nommé directeur de la Poste à Nantes en 1806, il meurt sur le trajet de Paris à Nantes des suites d'un accident de diligence.
Marié à la poétesse Claude-Jeanne Chompré, fille de Pierre Chompré, il est le père du général-comte Jean-Marie Defrance.

## Sources
- « Jean-Claude Defrance », dans Adolphe Robert et Gaston Cougny, Dictionnaire des parlementaires français, Edgar Bourloton, 1889-1891 [détail de l’édition]